# Edmond Etling

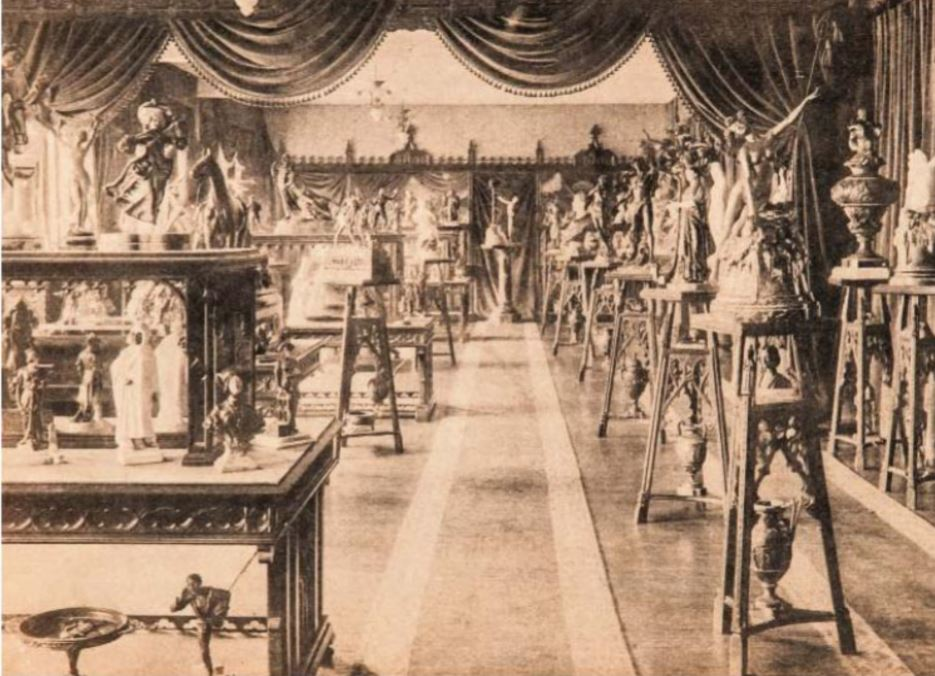
Innenansicht der von Etling betriebenen Galerie Béranger in Paris

Edmond Laurent Etling (* vor 1909; † etwa 1940) war ein französischer Kunsthändler, Galerist und Hersteller hochwertiger Dekorationsgegenstände aus Bronze, Keramik und Glas im Stil des Art déco.

## Leben und Werk
Etling betrieb die Galerie Béranger in der 158 Rue de Temple (andere Quellen nennen 29 Rue de Paradis als Adresse) in Paris sowie die Gießerei Edmond Etling & Cie. Seine 1909 in Paris gegründete Firma La Societe Anonyme Edmond Etling beauftragte Bildhauer und Künstler wie Georges Béal (Vasen und stilisierte Pflanzenabschnitte), Demétre Chiparus (Statuetten), Claire Colinet, Armand Godard, Geneviève Granger (Vasen und jungenhafte weibliche Akte), Marcel Guillard, Maurice Guiraud-Rivière, Géza Hiecz (Tiere und Vögel), Fanny Rozet, Lucille Sévin (Vasen and Statuetten weiblicher Akte) und andere mit Entwürfen, die er handwerklich umsetzte und in seiner Galerie zum Kauf anbot. Auch Aurore Onu, Marcel Bouraine, Pierre Le Faguays, Raymonde Guerbe oder André Vincent Becquerel arbeiteten beim Guss ihrer Statuetten mit Etling zusammen.
Etling ließ zwischen 1920 and 1929 unter anderem Vasen von Joh. Loetz Witwe im südböhmischen Klostermühle fertigen. Andere Glasobjekte wurden von einer Glashütte in Choisy-le-Roi in der Nähe von Paris hergestellt.
Die Hochphase Etlings beschränkt sich auf die Zwischenkriegszeit, da er – von jüdischer Abstammung – im Zuge der Deutschen Besetzung Frankreichs im Zweiten Weltkrieg 1940 sein Geschäft schließen musste, in ein Konzentrationslager verbracht wurde und dort verstarb.
Etling ist bekannt für hellblau-opaleszierende Objekte wie Teller und Schalen, die auch grauem und satiniertem Glas produziert wurden. Die meisten Artikel trugen die gegossene Signatur „ETLING FRANCE“, gefolgt von einer Modellnummer. In den 1970er Jahren reproduzierte die Manufacture royale de porcelaine de Sèvres einige Etling-Entwürfe, besonders weibliche Aktfiguren.

## Ausstellungen und Ehrungen
- Goldmedaille  und Diplome d’honneur auf der Ausstellung Brüssel International, 1910
- Grand Prix auf der Weltausstellung Turin, 1911
- Grand Prix und Diplome d’honneur auf der Pariser Ausstellung, 1913
- Exposition internationale des Arts Décoratifs et industriels modernes, 1925
- Weltfachausstellung Paris, 1937